# Coucou de Klaas
Chrysococcyx klaas
Espèce
Statut de conservation UICN

 LC  : Préoccupation mineure
Le Coucou de Klaas (Chrysococcyx klaas) est une espèce d'oiseaux de la famille des Cuculidae. C'est une espèce monotypique (non subdivisée en sous-espèces).

## Nomenclature
Son nom est attribué au serviteur et assistant khoï de François Levaillant, qui décrivit le spécimen type en 1806 dans Histoire naturelle des oiseaux d'Afrique. Levaillant écrivit :

« […] mon ami Klaas […]. Recois l'hommage que je t'adresse ici […] Puissent les naturalistes conserver à l’espèce que je vais décrire, le nom que je lui donne, et consacrer ainsi les services que tu m’as rendus : ils me prouveroient par là que mes travaux ont eu quelque prix à leurs yeux. »

Cet oiseau devint le premier cas d'une espèce nommée d'après un individu local et Levaillant est l'un des rares biologistes de l'époque coloniale à avoir nommé une espèce d'oiseau d'après un autochtone. On peut également citer le gobemouche muttui (en), nommé par Edgar Leopold Layard en l'honneur de son serviteur srilankais Muttu.

## Description
Il mesure un peu moins de 20 cm, est de couleur vert métallique sur le dessus et un peu sur le poitrail, le reste du dessous étant d’un blanc assez homogène et duveteux,. La queue, plutôt longue, est barrée de noir sur le dessous (ou juste marquée). Les pattes sont assez plumeuses sur leur partie haute. La femelle diffère (dimorphisme sexuel) : elle a un dos barré vert et bronze, une tête brun-gris, et le dessous barré brun et blanc.

## Répartition
Son aire s'étend à travers l'Afrique subsaharienne. C'est une espèce qui migre au sein du continent. Elle est largement répartie en Afrique de l’Ouest, de l’Est, du Sud, du Sud-Est, dans le bassin gabonais et semble un peu moins abondante en Afrique centrale.

## Taxonomie
Son nom diffère dans plusieurs langues, notamment en :
- finnois : malakiittikäki « coucou malachite » ;
- swahili : kekeo shaba « coucou laiton ».